# 샬비 딘
샬비 딘(Charlbi Dean, 1990년 2월 5일 ~ 2022년 8월 29일)은 남아프리카 공화국의 배우, 모델이다.

## 출연 작품

### 영화
- 스퍼드 (2010)
- 데스 레이스: 인페르노 (2013)
- 스퍼드 2 (2013)
- 블러드 인 더 워터 (2016)
- 돈 스탑 (2017)
- 인터뷰 위드 갓 (2018)
- 포트홀 (2018)
- 슬픔의 삼각형 (2022) - 야야 역

### 텔레비전
- 블랙 라이트닝 (2018)